# Futebol de Roraima
O futebol de Roraima é dirigido pela Federação Roraimense de Futebol. A sua principal competição profissional é o Campeonato Roriamense de Futebol.
Os maiores clubes de futebol de Roraima reconhecidos nacionalmente são: Atlético Roraima Clube, Baré Esporte Clube, São Raimundo Esporte Clube e Náutico Futebol Clube, sendo da capital Boa Vista. 
A competição entre eles também desencadeia os maiores clássicos do estado, sendo Baré e Atlético Roraima responsáveis pelo clássico de maior rivalidade, também conhecido como Clássico Bareima.
Ambos já conquistaram juntos o Campeonato Roraimense 43 vezes, sendo 13 títulos profissionais. Sendo assim, foi contabilizado 26 e 17 títulos para cada equipe, respectivamente. 
São Raimundo e Náutico também são responsáveis por outro grande clássico, chamado de Clássico Raimundáutico.
Além de existir mais um clássico do futebol local, chamado de "Clássico de Aparecida" envolvendo as agremiações do Rio Negro e o River.
A Federação Roraimense de Futebol é a entidade responsável por administrar o futebol no estado e representa os clubes roraimenses na CBF. Seu atual presidente é Zeca Xaud, um dos presidentes de federação estadual há mais tempo no cargo.

## História

### Surgimento dos primeiros clubes
Os primeiros clubes de futebol foram fundados em Boa Vista do Rio Branco na década de 1920, onde tivemos o Rio Branco SC, Boa Vista SC, Club Negro e Uraricoera Football Club, entre outros. Após a criação do Território Federal do Rio Branco, posteriormente Território de Roraima, em 1 de outubro de 1944, ocorreu a fundação do primeiro clube de futebol roraimense que ainda está em atividade: o Atlético Roraima. Fundado por Adolfo Brasil, contou com a ajuda de diversos amigos como Peri e Dorval Magalhães, Ibrahim e Felipe Xaud, com o objetivo de alavancar o futebol no território roraimense. O Atlético Roraima era chamado de Clube dos Milionários porque todos os seus sócios proprietários eram fazendeiros e comerciantes de renome da cidade de Boa Vista.
Tal alcunha gerou dissidências entre os sócios do Atlético Roraima. E estes foram responsáveis pelo surgimento do segundo clube de futebol do estado: o Baré, fundado em 26 de outubro de 1946 por Aquilino Mota Duarte, Aristante Gonçalves Leite, Carmélio, Jorge Fraxe, Mário Abdala e Roberto Aiad, que posteriormente ganhou a alcunha de mais querido de Roraima.

### Criação de federações
A partir da criação de novos clubes, a criação de uma entidade para coordenar e representar essas agremiações em âmbito nacional e organizar as competições locais fez-se necessária. Assim, a primeira federação de futebol do estado, fundada a 23 de julho de 1948, foi a Federação Riobranquense de Desportos, renomeada posteriormente Federação Roraimense de Desportos, e recebendo a denominação atual em 1974.

### Estádios
O primeiro campo de futebol foi feito nas proximidades onde hoje se encontra o Hotel Aipana no Centro Cívico, além de Atlético Roraima, Parima e Baré, o campo era constantemente utilizado pelos moradores que geralmente jogavam pelos clubes. Outros campos vieram depois. O campo localizado onde hoje funciona o Colégio Oswaldo Cruz era palco, principalmente, para clubes hoje extintos como Rio Branco, Flamengo, São Paulo Futebol Clube (Roraima) e Operário.
João Mineiro, foi o mestre de obras que trabalhou de graça e fez o primeiro estádio por sua conta e o esforço de seus funcionários, principalmente, jogadores de seu clube o “Operário”. Depois, ganhou o nome do estádio, que existiu onde hoje fica a Maternidade Nossa Senhora de Nazaré.
O mestre de obras João Mineiro é considerado por muitos como um dos maiores desportistas que Roraima, pois não só construiu um estádio e montou um time de operários, como também mandava buscar operários bons que jogavam futebol para reforçar os outros times.

### Campeonatos e ligas
O registro mais antigo encontrado do Campeonato Roraimense de Futebol foi o de 1924 ou 1925, com a conquista do Rio Branco, a partir de 1948 sob a chancela da Federação Riobranquense de Desportos, ainda em caráter amador. O primeiro torneio organizado pela Federação Roraimense de Futebol foi feito em 1974, ganho pelo São Francisco. O profissionalismo ainda era um sonho distante e todos os clubes eram amadores.

### Profissionalismo
O primeiro campeonato profissional de Roraima aconteceu em 1995. Apenas três clubes participaram dessa primeira edição profissional, sendo:
- Atlético Roraima - Boa Vista
- Baré - Boa Vista
- Progresso - Mucajaí

A primeira partida profissional foi realizada em 28 de maio de 1995, entre Baré e Progresso, e o resultado foi Baré 4 x 0 Progresso. O campeonato foi dividido em três turnos, dois vencidos pelo Atlético Roraima e um pelo Baré. Na final, realizada em 30 de julho de 1995, o Atlético Roraima sagrou-se campeão estadual ao derrotar o Baré pelo placar de 2 a 0.
O profissionalismo no estado foi o mais tardio do Brasil, começou somente em 1995 e reflete e muito na situação do futebol do estado, o Campeonato Estadual é conhecido nacionalmente como o de pior qualidade técnica e por contar sempre com poucos clubes, sendo que a primeira competição profissional contou com apenas três clubes.
O estado, por falta do profissionalismo não disputou as primeiras edições do Campeonato Brasileiro de Futebol e Copa do Brasil, sendo que mesmo na atualidade os clubes têm dificuldades de disputar as competições.
O Campeonato Roraimente de Futebol é o único que nunca teve uma segunda divisão ou um sistema de ascenso e descenso na Fase Profissional, iniciada em 1995. Porém, há indícios de uma segunda divisão ter sido realizada na Fase Amadora do campeonato estadual, antes da criação da Federação Roraimense de Futebol.

## Posição dos clubes no ranking da CBF
Ranking atualizado e divulgado em 12 de dezembro de 2023
| Pos. | Clube            | Pontos |
| ---- | ---------------- | ------ |
| 67º  | São Raimundo     | 1 251  |
| 180º | Náutico          | 204    |
| 195º | GAS              | 153    |
| 204º | Baré             | 102    |
| 227º | Atlético Roraima | 51     |

## Clubes
| Futebol de campo - Baré Esporte Clube - Atlético Rio Negro Clube - Grêmio Atlético Sampaio (GAS) - Atlético Roraima Clube - Náutico Futebol Clube - São Francisco Futebol Clube (extinto) - São Raimundo Esporte Clube - Atlético Progresso Clube - Associação Esportiva Real - River Esporte Clube - Clube de Regatas Flamengo (extinto) - Rio Branco Esporte Clube (extinto) | Futebol de salão - Kerygma - Real Brasil - Barcelona/Objetivo - 9 de Julho/Buritis - Constelação - Clube Atlético Independente |

## Competições

### Campeonato Roraimense de Futebol
Participantes em 2020: